# Ernst Öpik
Ernst Julius Öpik (Kunda, 22. listopada 1893. – Bangor, 10. rujna 1985.) je bio estonski astronom i astrofizičar koji je proveo drugi dio svoje karijere (1948. – 1981.) u opservatoriju Armaghu u Sjevernoj Irskoj.

## Obrazovanje
Öpik je rođen u mjestu Kundi, Lääne-Viru, Gubernija Estonija, tada dio Ruskog carstva. Pohađao je Moskovsko državno sveučilište Lomonosov specijalizirajući za proučavanje malih kozmičkih tijela, poput asteroida, kometa, i meteoroida. Završio je svoj doktorat na Tartuškom sveučilištu.

## Rad
Godine 1916. Öpik je objavio članak u Astrofizičkom časopisu, u kojem je procijenio gustoću vidljivih binarnih zvijezda.  U njegovom uzorku je bila ο 2 Eridani B, zvijezda bijeli patuljak. Öpik je utvrdio gustoću 25000 puta veću od gustoće Sunca, ali je zaključio da je rezultat nemoguć.
Godine 1922. Ernst Öpik objavio je članak u kojem je procijenio udaljenost galaksije Andromeda.
Godine 1922. ispravno je predvidio učestalost kratera na Marsu mnogo prije nego što su ih otkrile svemirske sonde. Godine 1932. postavlja teoriju o izvoru kometa u našem Sunčevom sustavu.  On je vjerovao da kometi nastaju u oblaku koji kruži daleko izvan orbite Plutona. Ovaj oblak je sada poznat kao Oortov oblak ili alternativno Öpik-Oortov oblak u njegovu čast.

## Vanjske poveznice
- Sonoma State University on Ernst Öpik  Arhivirana inačica izvorne stranice od 10. siječnja 2021. (Wayback Machine)
- Armagh Observatory on Ernst Öpik
- Evening Standard (London); "Lembit and his Very Cheeky Family"